# 国務請求権
国務請求権（こくむせいきゅうけん）とは、国民が自己のために国家に作為を求める権利。国務要求権（こくむようきゅうけん）、受益権（じゅえきけん）とも言う。

## 概要
一般に国務請求権（受益権）に分類されるのは、裁判を受ける権利、公の賠償請求権（国家賠償請求権）、刑事補償請求権である。
また、請願権も国務請求権（受益権）に分類されることが多いが、現代の請願権は参政権的機能をも有するものと理解されている。請願権を参政権に分類する学説もあるが、請願権は国家意思の決定に参与する権利ではないから典型的参政権とは異なる補充的参政権として捉えられることがある。
なお、生存権、教育を受ける権利、勤労の権利については「社会国家的国務請求権」として分類されることもある（一般的には「社会権」という表現で分類される）。